# 상도중학교 (경기)
상도중학교(上道中學校)는 대한민국 경기도 부천시 원미구 상동에 있는 공립 중학교이다.

## 학교 연혁
- 1993년 5월 4일 : 상도중학교 설립 인가(12학급)
- 1994년 2월 28일 : 신축 공사 완공
- 1994년 3월 1일 : 초대 엄주홍 교장 취임
- 1994년 3월 3일 : 입학식(10학급 408명)
- 1997년 2월 18일 : 제1회 졸업식(11학급 564명)
- 2012년 2월 17일 : 옥상 양궁장 개장
- 2012년 3월 2일 : 에너지 절약 연구학교 지정
- 2012년 3월 2일 : 교육복지 우선지원 사업학교 지정
- 2023년 3월 1일 : 제11대 강석환 교장 취임
- 2024년 1월 5일 : 제28회 졸업식(7학급 166명)
- 2024년 3월 4일 : 입학식(6학급 156명)

## 참고 자료
- 상도중학교 - 한국교육학술정보원 학교알리미